# Празеодимгексагаллий
Празеодимгексагаллий — бинарное неорганическое соединение, интерметаллид
празеодима и галлия
с формулой Ga6Pr,
кристаллы.

## Получение
- Сплавление стехиометрических количеств чистых веществ:

{\displaystyle {\mathsf {Pr+6Ga\ {\xrightarrow {465^{o}C}}\ Ga_{6}Pr}}}

## Физические свойства
Празеодимгексагаллий образует кристаллы
тетрагональной сингонии,
пространственная группа P 4/nbm,
параметры ячейки a = 0,6015 нм, c = 0,7640 нм, Z = 2,
структура типа плутонийгексагаллия Ga6Pu
.
Соединение образуется по перитектической реакции при температуре 465 °C.